# Furdyment

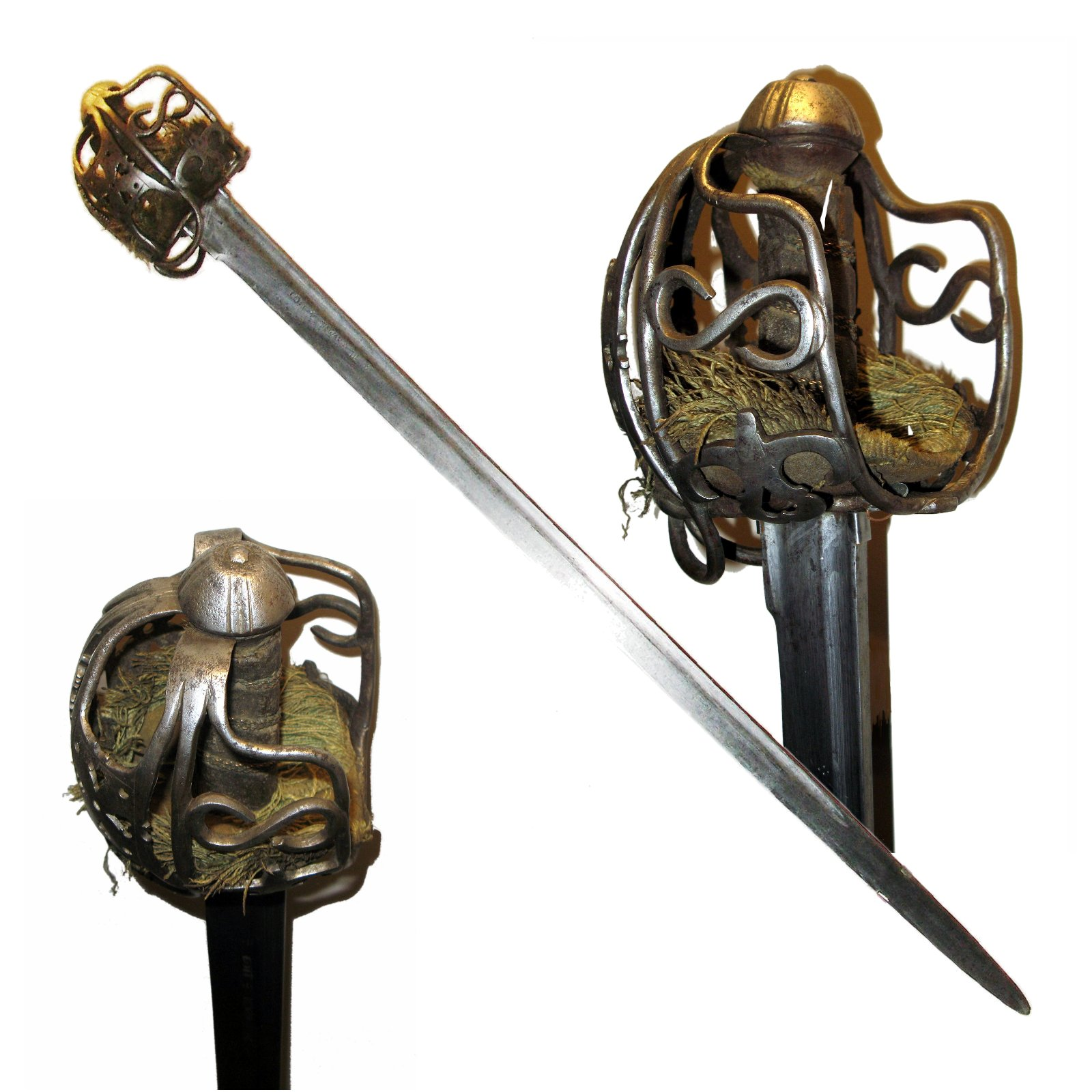
Rozbudowana, koszowa osłona rękojeści pałasza szkockiego

Furdyment (kosz, garda) – rozbudowany typ rękojeści w niektórych typach bocznej broni białej (pałasze, szable, szpady).
System gęsto splecionych z sobą kabłąków i obłęków tworzących pełną osłonę dłoni. Wykonywany najczęściej ze zgrzewanych prętów lub wycinany ażurowo z blachy. Wnętrze furdymentu było często wyściełane płatem skóry lub tkaniny. Rękojeści tego typu zapewniały doskonałą ochronę dłoni walczącego, lecz w znacznym stopniu ograniczały ruchy nadgarstka.